# Liuixalus
Liuixalus é um gênero de anfíbios da família Rhacophoridae.
As seguintes espécies são reconhecidas:
- Liuixalus calcarius Milto, Poyarkov, Orlov & Nguyen, 2013
- Liuixalus hainanus (Liu & Wu, 2004)
- Liuixalus ocellatus (Liu & Hu, 1973)
- Liuixalus romeri (Smith, 1953)